# Netherhall House
Netherhall House – międzynarodowy dom studencki dla mężczyzn, znajdujący się w Londynie, w dzielnicy Hampstead.

## Opis
Netherhall House posiada ponad 90 indywidualnych miejsc dla studentów studiów dziennych. W domu znajduje się kaplica, czytelnia, jadalnia, obok mieści się boisko piłkarskie.
Opiekę duchową nad domem sprawuje Prałatura Opus Dei. Kapelanem ośrodka jest ksiądz Joseph Evans z Prałatury Opus Dei.

## Historia

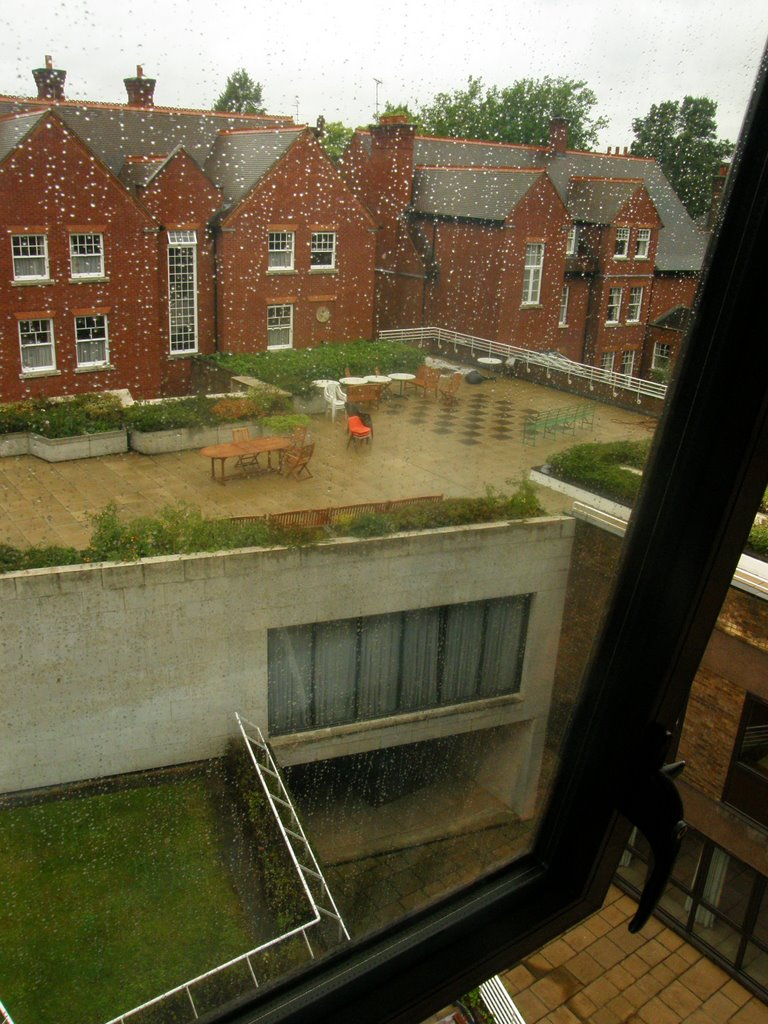
Widok ze starej części Netherhallu na nową

Netherhall House został otwarty w 1952, w istniejących przy ul. Netherhall Gardens budynkach wiktoriańskich. Pierwsza faza budowanego na potrzeby rezydencji aneksu została otwarta przez Królową Matkę Elżbietę.
Sekretarz Generalny Commonwealth, Emeka Anyaoku, wmurował w 1993 kamień węgielny pod budową nowej części Netherhallu. Prace zostały zakończone w 1995, a nowa część została otwarta przez księżną Kentu Katarzynę.
Na obchodach 50-lecia Netherhallu obecny był m.in. arcybiskup Westminsteru, kardynał Cormac Murphy-O’Connor.